# Liste der Naturdenkmale in Pantenburg
Die Liste der Naturdenkmale in Pantenburg nennt die im Gemeindegebiet von Pantenburg ausgewiesenen Naturdenkmale (Stand 11. März 2024).

## Naturdenkmale
| Nr.         | Bezeichnung | Lage                          | Beschreibung                                       | Bild                                    |
| ----------- | ----------- | ----------------------------- | -------------------------------------------------- | --------------------------------------- |
| ND-7231-428 | Vier Eichen | Laufelder Weg, bei Nr. 2 Lage | Quercus petraea, drei von ursprünglich vier Bäumen | Direkt Bild zu diesem Denkmal hochladen |

## Ehemalige Naturdenkmale
| Nr. | Bezeichnung | Lage                          | Beschreibung                           | Bild                                    |
| --- | ----------- | ----------------------------- | -------------------------------------- | --------------------------------------- |
|     | Linde       | Laufelder Weg, bei Nr. 2 Lage | Tilia sp.; Rechtsverordnung aufgehoben | Direkt Bild zu diesem Denkmal hochladen |